# Liparetrus pulvereus
Liparetrus pulvereus är en skalbaggsart som beskrevs av Britton 1980. Liparetrus pulvereus ingår i släktet Liparetrus och familjen Melolonthidae. Inga underarter finns listade i Catalogue of Life.